# Reinhard Damm
Reinhard Damm (* 20. Februar 1943 in Marburg) ist ein deutscher Rechtswissenschaftler.

## Leben
Nach der Berufstätigkeit als Maurer studierte er ab 1964 Rechtswissenschaft, Politikwissenschaft und Soziologie in Berlin, Marburg und Gießen. Nach ersten und zweiten juristischen Staatsprüfung ab 1974 war er wissenschaftlicher Assistent und Hochschulassistent an der Universität Gießen. Nach der Promotion 1975 an der Universität Gießen ist er seit 1980 Professor für Zivil-, Wirtschafts- und Verfahrensrecht am Fachbereich Rechtswissenschaft der Universität Bremen.
Seine Forschungsschwerpunkte sind Zivil- und Wirtschaftsrecht, Biotechnik- und Medizinrecht und Rechtssoziologie und Rechtstheorie.

## Schriften (Auswahl)
- Systemtheorie und Recht. Zur Normentheorie Talcott Parsons. Berlin 1976, ISBN 3-428-03621-2.
- mit Gert Brüggemeier: Kommunale Einwirkung auf gemischtwirtschaftliche Energieversorgungsunternehmen. Am Beispiel des RWE-VKA-Konflikts. Baden-Baden 1988, ISBN 3-7890-1629-2.
- mit Dieter Hart (Hg.): Rechtliche Regulierung von Gesundheitsrisiken. Baden-Baden 1993, ISBN 3-7890-3055-4.
- mit Peter W. Heermann und Rüdiger Veil (Hg.): Festschrift für Thomas Raiser zum 70. Geburtstag am 20. Februar 2005. Berlin 2005, ISBN 3-89949-110-6.